# Amarkantak
Amarkantak (bengali: অমরকণ্টক, hindi: अमरकंटक, malayalam: അമർകാണ്ടക്) är en ort i Indien.   Den ligger i delstaten Madhya Pradesh, i den centrala delen av landet, 800 km sydost om huvudstaden New Delhi. Amarkantak ligger 1 042 meter över havet och antalet invånare är 7 613.
Terrängen runt Amarkantak är huvudsakligen kuperad, men åt sydost är den platt. Amarkantak ligger uppe på en höjd. Runt Amarkantak är det ganska tätbefolkat, med 155 invånare per kvadratkilometer. Närmaste större samhälle är Gaurela, 17,0 km nordost om Amarkantak. I omgivningarna runt Amarkantak växer i huvudsak blandskog.